# Secuestro del avión YS-11 de Korean Air Lines
El secuestro del avión YS-11 de Korean Air Lines ocurrió el 11 de diciembre de 1969. La aeronave NAMC YS-11, perteneciente a Korean Air Lines se encontraba volando desde la Base Aérea de Gangneung en Gangneung, Gangwon, Corea del Sur hacia el Aeropuerto Internacional Gimpo en Seúl, cuando fue secuestrado a las 12:25 PM por el agente norcoreano Cho Ch'ang-hŭi (조창희). Entre la tripulación y los pasajeros el avión transportaba a  46 personas (excluyendo a Cho); 39 de los pasajeros fueron devueltos dos meses después, pero la tripulación y siete pasajeros permanecen en Corea del Norte. El incidentes es visto en Corea del Sur como un ejemplo de los secuestros del Norte.

## Incidente
Según el testimonio de los pasajeros, uno de los pasajeros se levantó de su asiento 10 minutos luego de despegar e ingresó a la cabina, logrando que el avión cambie su dirección de vuelo, a la vez que pasó a estar acompañado por tres aviones de combate de la Fuerza Aérea del Ejército Popular Coreano. La aeronave aterrizó en una pista de aterrizaje en Sǒndǒk, cerca de Wonsan a las 1:18 pm. Los soldados norcoreanos subieron a la aeronave, encapucharon a todos los pasajeros y los hicieron desembarcar. La aeronave sufrió importantes daños en el aterrizaje. Un miembro de la Fuerza Aérea de Estados Unidos tenía su asiento en este vuelo, sin embargo no llegó a abordarlo dado que se trasladó en un avión militar.

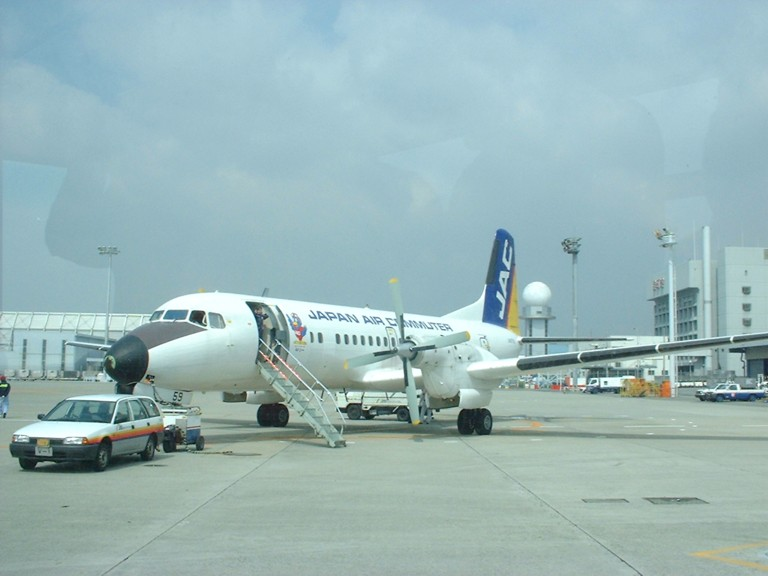
Un YS-11 similar al secuestrado.

Corea del Norte afirmó que el piloto de la aeronave decidió dirigirse hacia allí en protesta contra la gestión del entonces presidente surcoreano Park Chung-hee. Los pasajeros fueron sometidos a programas de adoctrinamiento al menos cuatro horas al día. Las autoridades surcoreanas sospecharon, inicialmente, que el copiloto habría conspirado con los secuestradores norcoreanos para el secuestro de la aeronave. La noche posterior al secuestro, 100.000 personas salieron a protestar en las calles pidiendo por la recuperación del avión en un día lluvioso de Seúl, así como también quemaron fotos de Kim Il-sung.
El 25 de diciembre, Corea del Norte se mostró comprometida a tener conversaciones al respecto del avión. Los acercamientos finalmente comenzaron en enero de 1970. 66 días después del incidente, Corea del Norte liberó a 39 pasajeros el 14 de febrero en el Área de seguridad conjunta en Panmunjom, pero mantuvo en su poder a la aeronave, a toda la tripulación y a algunos pasajeros. Los pasajeros liberados contradijeron la versión norcoreana de que el avión fue secuestrado por los mismos pilotos; en lugar de ellos, sostenían que el único responsable sería un pasajero. Uno de los pasajeros afirmó que el secuestrador se encontraba mirando la ventanilla esperando instrucciones de los aviones norcoreanos, y que este mismo pasajero fue trasladado en un auto particular de manera separada al resto del grupo al aterrizar. Un pasajero afirmó que el secuestro y detención lo terminó de dejar mentalmente trastornado, con una consecuente pérdida de la habilidad para hablar.

## Consecuencias
El destino de muchos de las personas que nunca han sido regresadas es incierto. Fueron reeducados, asignados a las clases altas; Song Yeong-in, antiguo oficial del Servicio de Inteligencia Nacional afirmó ante las familias de los secuestrados en un discurso en 2008 que los no regresados probablemente fueron retenidos por motivos propagandísticos. Oh Kil-nam, quien desertó al norte por unos años en 1986, afirmó que conoció a dos tripulantes secuestrados, como también a los empleados de la Munhwa Broadcasting Corporation, Hwang y Gim, y que eran empleados en funciones de propaganda y que escuchó de su hija que tanto el capitán como el copiloto eran miembros de la fuerza aérea norcoreana. La madre de la tripulante de cabina Seong Gyeong-hui consiguió el permiso de ver a su hija en 2001, como parte de los acuerdos de visitas familiares de la Declaración Sur-Norte del 15 de junio; en aquella ocasión, Seong afirmó que ella y otro tripulante, Jeong Gyeong-suk eran amigos y vivían en el mismo pueblo.
El hijo de Hwang In-cheol, pasajero que nunca regresó, quien solo tenía dos años al momento del secuestro, formó el Comité de Familiares del Vuelo de Korean Air Flight YS-11 en 2008, con el objetivo del presionar al gobierno surcoreano para que realice investigaciones al respecto de este suceso. En 2009, afirmó sentirse alineado por la atención que le prestaban los medios a la detención de dos periodistas estadounidenses en 2009 por parte de Corea del Norte, durante 141 días, comparado con la falta de información acerca de su desaparecido padre, también periodista, a quien no veía en 40 años. En junio de 2010, realizó una petición al Grupo de Trabajo de Desapariciones Forzadas o Involuntarias del Consejo de Derechos Humanos de las Naciones Unidas para investigar los casos de los pasajeros y tripulación no devueltos como casos de desaparición forzada; preparó durante seis meses su petición, con la ayuda de algunos amigos. En febrero de 2012, inició acciones legales contra un espía norcoreano por el secuestro de su padre.
La matrícula de la aeronave, HL5208, fue retirada como consecuencia del incidente.